# Cecco di Pietro
Cecco di Pietro foi um pintor italiano da Escola de Pisa. Apesar de sua data de nascimento nunca ter sido confirmada, sabe-se de um certo Cecco Pierri que trabalhou com o pintor Paolo di Lazzarino em 1350. Se esse foi realmente di Pietro, sua data de nascimento pode ser estimada em 1330. 
Trabalhou por cerca de 1370 e morreu provavelmente em 1402. Cecco foi uma figura importante da arte do Trecento por ter misturado estilos de Pisa e da Escola de Siena. Provavelmente trabalhou no Camposanto Monumentale na restauração de afrescos com Francesco Volterra, especialmente A História de Jó e Inferno, de Buonamico Buffalmacco. 